# Municipio Pelechuco
Das Municipio Pelechuco liegt im Departamento La Paz im südamerikanischen Anden-Staat Bolivien.

## Lage im Nahraum
Das Municipio Pelechuco ist eines von zwei Municipios der Provinz Franz Tamayo und liegt im westlichen Teil der Provinz. Es grenzt im Westen an die Republik Peru, im Osten an die Provinz Bautista Saavedra und im Norden an das Municipio Apolo.
Das Municipio hat 71 Ortschaften (localidades), der zentrale Ort des Municipios ist Pelechuco mit 981 Einwohnern im zentralen Teil des Municipios. (Volkszählung 2012)

## Geographie
Das Municipio Pelechuco liegt im nördlichen Teil der bolivianischen Cordillera Central. Die mittlere Durchschnittstemperatur der Region liegt bei 5 °C, der Jahresniederschlag beträgt etwa 750 mm (siehe Klimadiagramm). Die Region weist ein ausgeprägtes Tageszeitenklima auf, die Monatsdurchschnittstemperaturen schwanken nur unwesentlich zwischen 2 °C im Juni/Juli und 6 °C im Oktober bis Dezember. Die Monatsniederschläge liegen zwischen unter 10 mm in den Monaten Juni und Juli und über 100 mm von Dezember bis März.

## Bevölkerung
Die Einwohnerzahl des Municipio Pelechuco ist zwischen 1992 und 2024 auf fast das Doppelte angestiegen:
| Jahr | Einwohner | Quelle       |
| ---- | --------- | ------------ |
| 1992 | 4742      | Volkszählung |
| 2001 | 5115      | Volkszählung |
| 2012 | 6780      | Volkszählung |
| 2024 | 8993      | Volkszählung |

Die Lebenserwartung der Neugeborenen lag im Jahr 2001 bei 52,5 Jahren, die Säuglingssterblichkeit ist von 10,8 Prozent (1992) auf 10,4 Prozent im Jahr 2001 gesunken.
Der Alphabetisierungsgrad bei den über 15-Jährigen beträgt 77,7 Prozent, und zwar 87,1 Prozent bei Männern und 67,0 Prozent bei Frauen (2001).
64,6 Prozent der Bevölkerung sprechen Spanisch, 52,4 Prozent sprechen Quechua, und 45,5 Prozent Aymara. (2001)
95,5 Prozent der Bevölkerung haben keinen Zugang zu Elektrizität, 79,0 Prozent leben ohne sanitäre Einrichtung (2001).
69,0 Prozent der Haushalte besitzen ein Radio, 2,0 Prozent einen Fernseher, 34,8 Prozent ein Fahrrad, 2,1 Prozent ein Motorrad, 5,0 Prozent einen PKW, 0,2 Prozent einen Kühlschrank, 0,3 Prozent ein Telefon. (2001)

## Politik
Ergebnis der Regionalwahlen (concejales del municipio) vom 4. April 2010:
| Wahl- berechtigte |  | Wahl- beteiligung | gültige Stimmen |  | MAS-IPSP | M.P.S. | UN     | ASP   |
| ----------------- |  | ----------------- | --------------- |  | -------- | ------ | ------ | ----- |
| 2.633             |  | 2.341             | 1.407           |  | 628      | 430    | 297    | 52    |
|                   |  | 88,9 %            | 60,1 %          |  | 44,6 %   | 30,6 % | 21,1 % | 3,7 % |

Ergebnis der Regionalwahlen (elecciones de autoridades políticas) vom 7. März 2021:
| Wahl- berechtigte |  | Wahl- beteiligung | gültige Stimmen |  | MAS-IPSP | J.A.LLALLA.L.P. | SOL.BO | PAN-BOL | MTS    | ASP    | PBCSP  |
| ----------------- |  | ----------------- | --------------- |  | -------- | --------------- | ------ | ------- | ------ | ------ | ------ |
| 3.504             |  | 3.138             | 2.555           |  | 1.229    | 860             | 94     | 86      | 82     | 54     | 48     |
|                   |  | 89,55 %           | 81,42 %         |  | 48,10 %  | 33,66 %         | 3,68 % | 3,37 %  | 3,21 % | 2,11 % | 1,88 % |

## Gliederung
Das Municipio untergliederte sich bei der letzten Volkszählung von 2012 in die folgenden vier Kantone (cantones):
- 02-0702-01 Kanton Pelechuco – 44 Gemeinden – 3.308 Einwohner
- 02-0702-02 Kanton Ulla Ulla – 16 Gemeinden – 1.340 Einwohner
- 02-0702-03 Kanton Suches – 1 Gemeinde – 543 Einwohner
- 02-0702-04 Kanton Antaquilla de Copacabana – 10 Gemeinden – 1.589 Einwohner

## Ortschaften im Municipio Pelechuco
- Kanton Pelechuco
  - Pelechuco 981 Einw. – Hilo Hilo 479 Einw.

- Kanton Ulla Ulla
  - Hichicollo 356 Einw. – Ulla Ulla 95 Einw.

- Kanton Suches
  - San Antonio 543 Einw.

- Kanton Antaquilla de Copacabana
  - Puyo Puyo 400 Einw. – Suches Jajpo Kollo 339 Einw. – Antaquilla 232 Einw.